# Agapetus belareca
Agapetus belareca là một loài Trichoptera trong họ Glossosomatidae. Chúng phân bố ở miền Cổ bắc.